# Mouvement pour le socialisme et l'unité
Pour les articles homonymes, voir Mouvement pour le Socialisme.
Le Mouvement pour le socialisme et l'unité (MSU) est un parti politique sénégalais, dirigé par Mamadou Dia.

## Histoire
Le parti a été officiellement créé le 6 juillet 1981, l'année où le pays a accédé au multipartisme intégral.
Il participe aux élections législatives de 1998, mais n'obtient aucun siège à l'Assemblée nationale.
Il est l'un des partis ayant choisi le boycott lors des élections législatives de 2007.

## Orientation
C'est un parti de gauche.
Le MSU est l’héritier du Mouvement démocratique populaire, né de la volonté des Socialistes autogestionnaires, un groupe initié et animé par Mamadou Dia.
Il met l'accent sur l'autogestion communautaire.

## Symboles
Ses couleurs sont le vert et le blanc, verticalement disposés.

## Organisation
Le siège du MSU se trouve à Dakar.